# Prusias 1. af Bithynien
Prusias 1. Kholos (? – 182 f.Kr.) var konge af Bithynien 228 f.Kr. til 182 f.Kr. efter faderen Ziaelas, der blev dræbt af galatiske lejesoldater.
Prusias 1. blev en af de mest succesfulde bithynske konger. I løbet af sin lange regeringstid opnåede han en alliance med Makedonien ved ægteskab med kong Demetrios 2.'s datter Apama. Svogeren kong Filip 5. af Makedonien gav ham havnebyerne Kios og Myrleia i 202 f.Kr., som han omdøbte til Prusias efter sig selv og Apameia efter hustruen.
Han førte krige mod bystaten Byzantion og mod de galatiske stammer. I krigen mod arvefjenden Attalos 1. af Pergamon og bystaten Herakleia Pontica udvidede han sit territorium.
Da den karthagiske eksgeneral Hannibal blev fordrevet fra hjembyen Kartago søgte han tilflugt hos Prusias 1., men denne turde ikke trodse romerne i deres jagt efter ham, så Hannibal begik selvmord.
Prusias blev efterfulgt af sønnen Prusias 2. i 182 f.Kr.
Prusias 1. havde tilnavnet Kholos, der betyder 'den halte'.